# Brunnen (Heraldik)
Der Brunnen ist in der neueren Heraldik als gemeine Figur in vielen Wappen von Städten und Gemeinden zu finden. Seine Darstellung ist eine stilisierte Form. Es werden eins, zwei oder drei Schalen übereinander in abnehmender Größe, wie eine Etagere im Wappenschild gezeigt. Die Wasserfontäne sprudelt, wenn die Feldfarbe es erlaubt, in Silber oder Blau. Sie schwallt von der oberen Schale immer in eine tiefer über den Rand laufend oder durch seitliche Wasserspeier links und rechts denselben Weg nehmend.
Bei Brunnen mit einer Schale besteht die Möglichkeit, die Fontäne mittig aufsteigen zu lassen und in zwei fallenden Strahlen in die Schale zurückzuführen. Auch ist die Variante möglich, dass seitlich zwei Fontänen aufsteigen, die sich mittig treffen. Säulen als Brunnen, aus denen Wasser austritt, sind auch bekannt. Die alte Form des Ziehbrunnens wird häufig dargestellt. Ein Brunnen als Wappenmotiv hat unterschiedliche Gründe. Oft sind Heil- und Solequellen im Gemeindegebiet Anlass. Die Orte sind gelegentlich als Kur- und Heilbäder ausgewiesen, was sich in dortigen Wappen zeigt. Da die Brunnen in der klassischen Heraldik nicht in Anwendung waren, muss auf kommerzielle Werbung in der Neuzeit geschlossen werden. Sagen, Legenden und sonstige Überlieferungen über Heilerfolge und Wunder bilden häufig die Grundlage für die Brunnenauswahl.
Oft ist auch nur der im Siedlungszentrum (Markt- oder Kirchplatz) vorhandene Brunnen mit seiner Geschichte oder die einmalige besondere bauliche Ausführung ein Grund, ihn im Wappen abzubilden. Ist viel Platz, so ist dem Wappenkünstler eine detaillierte Darstellung möglich. Die Beschreibung wird aber kompliziert, denn danach muss ein eindeutiges Wappen erstellt werden können.
Wenn Städte und Gemeinden an Quellen oder den Läufen von Flüssen liegen oder ein Leuchtturm dargestellt ist, wird dies meist durch einen Wellenschnitt im Schildfuß unterstrichen. Die Nähe der Begriffe Brunnen und Born hat auch in der Heraldik ihren Niederschlag gefunden. Ein Fels mit aus einem Spalt oder aus einem Dreiberg stürzenden Wasser ist oft als Quelle zu deuten. (Vgl. Landkreis Calw). Möglich ist auch die Interpretation eines bedeutenden Wasserfalls in der Gemeindegegend. Die neuere Heraldik berücksichtigt sogar Fördertürme für Öl und Gas. Hier muss aber mehr die Geschäftstüchtigkeit und Werbung als die heraldische Bedeutung gesehen werden.
Die Begriffsdeutung wird bei Gewässernamen auf -born thematisiert.

Quelle
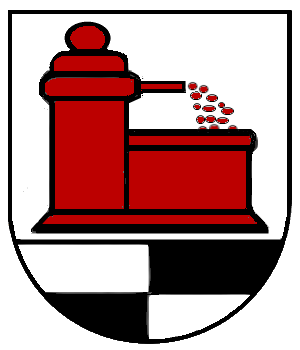
Brunnen mit Wasserzerstäuber
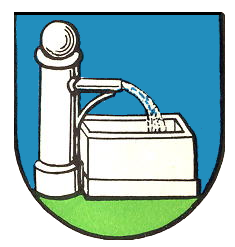
wasserspeiende Säule
Ziehbrunnen Gemeinde und ein Dorf Tiefenbronn
Ziehbrunnen Gemeinde Drage
einschaliger Brunnen
einschalig und mit Wasserspeier
dreischaliger Brunnen
mehrschaliger Brunnen
mehrschaliger Brunnen
mit schwarzem Wasser ("Fontana nera")
mit Brunnenanlage (Bad Charlottenhof)
redend in Birresborn
wie in Borne (Springbrunnen)
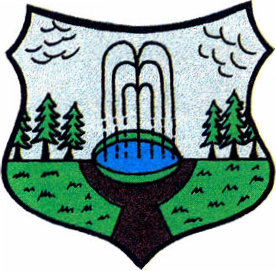
Jesuborn,
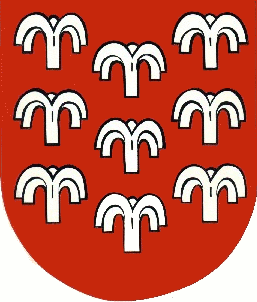
Negenborn mit neun Quellen
Quickborn, siehe auch -born
Rothenbrunnen
redend ohne Brunnen: Schwellbrunn
mit Tropfen und Wellenbalken: Tettau (Brandenburg)

## Liste Brunnen im Wappen
- Alsenborn
- Bad Boll, Bad Ditzenbach, Bad Ditzenbach (alt), Bad Füssing, Bad Kissingen (Landkreis), Bad Liebenstein, Bad Salzuflen, Bad Schönborn, Bad Suderode, Bad Überkingen, Bad Wildbad, Bad Zwischenahn, Birresborn, Bornholt, Borntosten, Brunn, Brunnadern, Bruntál, Buchbrunn
- Drommershausen
- Eimsheim, Eitelborn, Eppenbrunn
- Gerbrunn, Born (Westheide), Grasbrunn,
- Hausbrunn, Hollabrunn, Holzbronn
- Karlsruhe-Südstadt, Karlsruhe-Weststadt, Käshofen, Königsbrunn, Külsheim
- Lengfeld (Odenwald), Lonsingen
- Marienborn, Maulbronn, Moosbrunn, Mössingen
- Neubronn, Neudorf-Bornstein, Niefern-Öschelbronn, Nomborn
- Quickborn
- Rehborn, Reicholzheim, Rot am See, Rothenbrunnen
- Seebronn, Steinbach (Taunus), Stepfershausen
- Tiefenbronn
- Uors-Peiden
- Vierherrenborn
- Waldbüttelbrunn, Wallenborn, Weibersbrunn, Weitersborn, Wiesenbronn, Windhagen